# Resurgimiento del vinilo

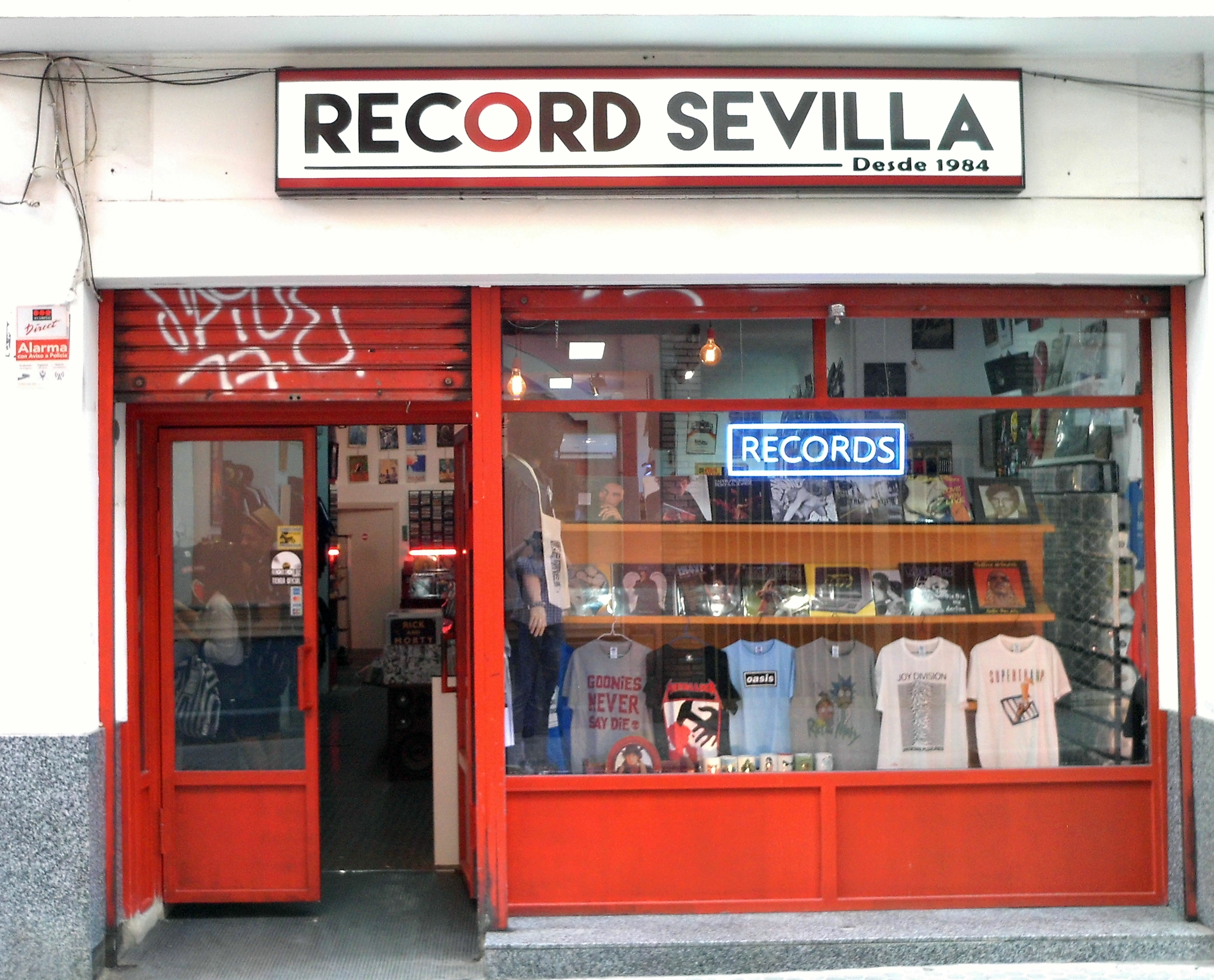
Comercio especializado en el mundo del disco (Sevilla, España)

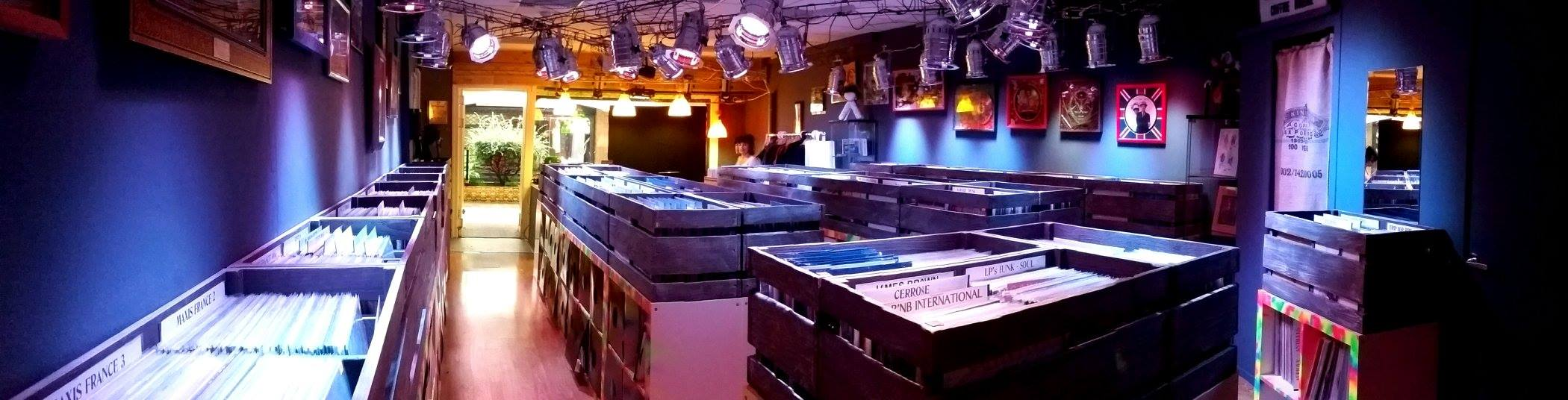
Interior de una tienda de vinilos (Tarbes, Francia)

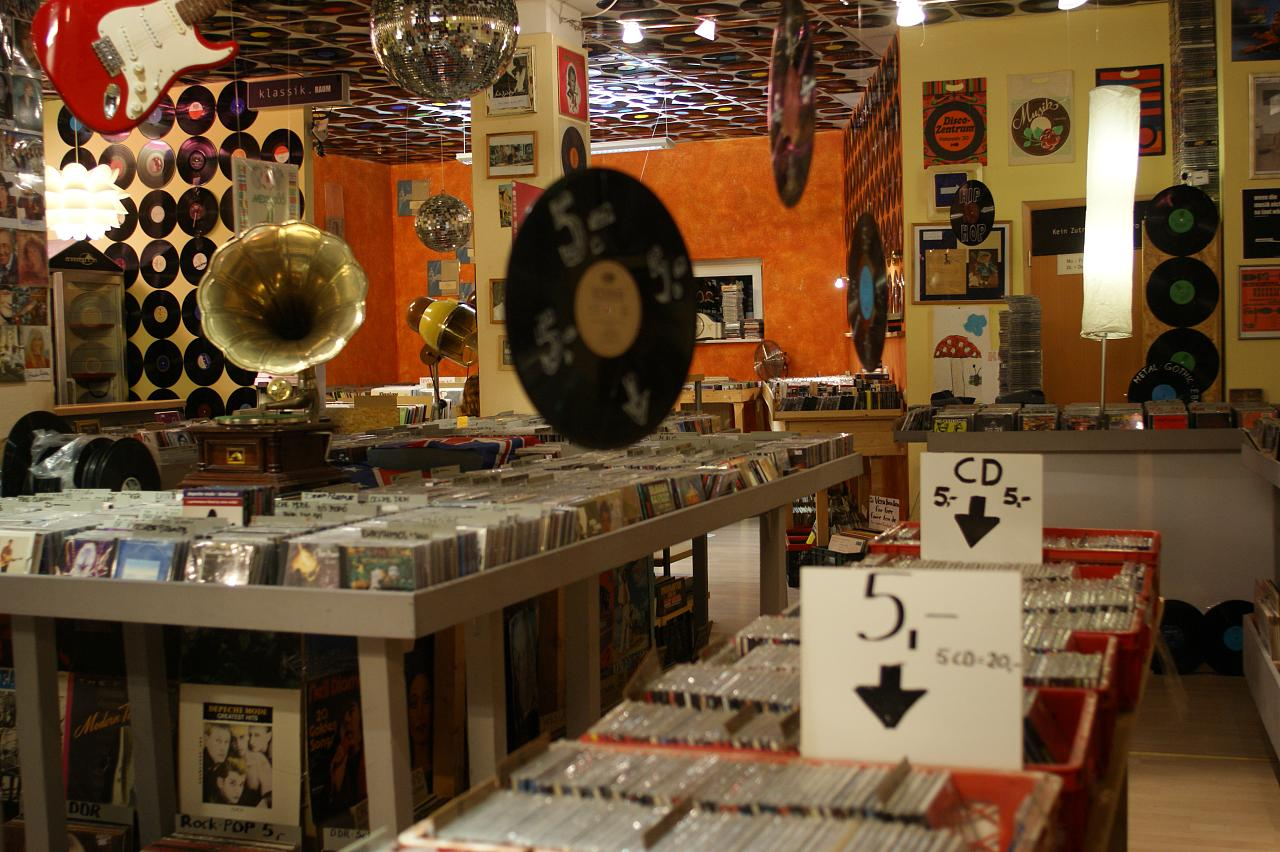
Clásica tienda de venta de discos de segunda mano (Leipzig, Alemania)

El resurgimiento del vinilo es el interés renovado y el aumento de las ventas de los discos de vinilo que ha tenido lugar en el mundo occidental desde aproximadamente el año 2007.
El formato analógico hecho de cloruro de polivinilo había sido el vehículo principal para la distribución comercial de música pop desde los años 1950 hasta los años 1980 y 1990, cuando fue reemplazado en gran parte por el disco compacto (CD). Desde el cambio de milenio, los CD han sido reemplazados parcialmente por las descargas digitales y los servicios de transmisión. Sin embargo, en 2007, las ventas de vinilos experimentaron un pequeño aumento repentino, comenzando su retorno y, a principios de la década de 2010, estaban creciendo a un ritmo muy rápido. En algunas zonas el vinilo es ahora más popular de lo que lo había sido desde finales de la década de 1980, aunque en la década de 2020 todavía representaban tan solo un porcentaje marginal (menos del 6%) de las ventas totales de música.
Junto con el aumento constante de las ventas, el renacimiento del vinilo también es evidente en el interés renovado por las tiendas de discos (como se ve en la creación del Record Store Day, el "día mundial de las tiendas de discos" celebrado anualmente), la creación de listas de música dedicadas exclusivamente al vinilo y una mayor producción de películas (en gran parte independientes) dedicadas al disco de vinilo y la cultura asociada al mismo.

## Historia
En junio de 2017, Sony Music anunció que para marzo de 2018 produciría discos de vinilo internamente por primera vez desde que cesó su fabricación en 1989. La BBC informó que "la nueva propuesta de Sony llega unos meses después de que equipó su estudio de Tokio con un torno de corte, que se utiliza con el fin de producir los discos maestros necesarios para la fabricación de discos de vinilo". De hecho, la empresa "incluso está intentando encontrar ingenieros mayores que sepan cómo mecanizar los discos".

### En Canadá y Estados Unidos
En 1988, el disco compacto superó a los discos tradicionales en el mercado musical. Los discos de vinilo experimentaron una repentina caída en popularidad entre 1988 y 1991, cuando los principales distribuidores de sellos restringieron sus políticas de devolución, que había permitido a los minoristas mantener e intercambiar existencias de títulos relativamente impopulares.
Primero, los distribuidores comenzaron a cobrar más a los minoristas por un producto nuevo si devolvían el vinilo sin vender, y luego dejaron de otorgar crédito para las devoluciones. Los minoristas, por temor a quedarse atrapados con cualquier cosa que pidieran, solo solicitaban títulos populares y probados que sabían que se venderían, y dedicaron más espacio en los estantes a los CD y casetes. Las compañías discográficas también eliminaron muchos títulos de vinilo de la producción y distribución, lo que socavó aún más la disponibilidad del formato y provocó el cierre de las plantas de impresión. Este rápido declive en la disponibilidad de discos aceleró la caída de la popularidad del formato, lo que en algunos casos se ha considerado como una táctica deliberada para hacer que los consumidores empezaran a comprar CDs, que eran más rentables para las compañías discográficas. Pero desde 2007, la popularidad de los discos de vinilo ha vuelto a aumentar. El mayor minorista en línea de discos de vinilo en 2014 fue Amazon con una participación de mercado del 12,3%, mientras que el mayor minorista físico de discos de vinilo fue Urban Outfitters con una participación de mercado del 8,1%.
En su informe 'Estadísticas de envíos e ingresos' de 2016, la Recording Industry Association of America señaló que "los envíos de álbumes de vinilo aumentaron un 4% hasta los 430 millones de dólares y representaron el 26% del total de envíos físicos a valor minorista, su participación más alta desde 1985". En 2019, Rolling Stone dijo que "los discos de vinilo supusieron unos ingresos de 224,1 millones de dólares (con 8,6 millones de unidades vendidas) en el primer semestre de 2019, acercándose a los 247,9 millones (18,6 millones de unidades) generados por las ventas de CD. Los ingresos del vinilo crecieron un 12,8% en la segunda mitad de 2018 y un 12,9% en los primeros seis meses de 2019, mientras que los ingresos de los CDs apenas cambiaron. Si estas tendencias se mantienen, los discos de vinilo pronto generarán más dinero que los discos compactos". Best Buy descontinuó los CD en 2019, pero en 2020 todavía vendía vinilos. Target Corporation y Walmart seguían vendiendo CDs, pero les dedicaban menos espacio en los estantes, habiendo incrementado el espacio utilizado para los discos de vinilo y sus reproductores y accesorios.
En la primera mitad de 2020, las grabaciones de vinilo vendieron más que los CD (en términos de ingresos) en los EE. UU. por primera vez desde la década de 1980. En 2020, las grabaciones de vinilo representaron solo el 5,1% (619,6 millones de dólares) de los ingresos totales de música en EE. UU., y los CD representaron el 4% (483,3 millones) de los ingresos. Los formatos digitales y de transmisión representaron el resto de los 12.200 millones en ingresos por música en EE. UU., y las suscripciones de pago representaron el 57,7% de los ingresos totales, con unos 7000 millones de dólares.
El noveno álbum de estudio de Taylor Swift, Evermore, vendió 102.000 LP de vinilo en una sola semana en junio de 2021, rompiendo el récord de las ventas en una semana de un vinilo desde que Nielsen SoundScan comenzara a realizar un seguimiento de las ventas en 1991. Según el MRC Data mid (informe anual para 2021), las ventas de discos de vinilo en los EE. UU. superaron a las de los CD, de forma que se vendieron 19,2 millones de álbumes de vinilo en los primeros seis meses de 2021, superando los 18,9 millones de CD vendidos. Esto se ha atribuido a un fenómeno de oyentes que buscan formas tangibles de consumir música, especialmente las bases de seguidores de varios músicos.

### En el Reino Unido
De manera similar, en el Reino Unido, el disco compacto superó al disco de vinilo en popularidad a finales de la década de 1980, con una disminución gradual en las ventas de discos de vinilo a lo largo de la década de 1990. Sin embargo, las ventas de discos LP de vinilo en el Reino Unido aumentaron cada año entre 2007 y 2014. En diciembre de 2011, la BBC Radio 6 Music inició una serie ocasional de Vinyl Revival en la que Peter Paphides recibía a músicos que  interpretaban selecciones de sus colecciones de discos de vinilo. En noviembre de 2014, se informó que se habían vendido más de un millón de discos de vinilo en el Reino Unido desde principios de año. Las ventas no habían alcanzado este nivel desde 1996. La Industria Fonográfica Británica (BPI) predijo que las ventas navideñas llevarían el total del año a alrededor de 1,2 millones. Sin embargo, las ventas de vinilos seguían siendo una proporción muy pequeña de las ventas totales de música. The Endless Riverde Pink Floyd se convirtió en el lanzamiento de vinilo en el Reino Unido más vendido en 2014, y el más vendido desde 1997, a pesar de vender tan solo 6000 copias. En 2016, se vendieron 3,2 millones de discos de vinilo en el Reino Unido, las mejores ventas en un cuarto de siglo.
A partir de 2016, el resurgimiento continuó, con las ventas de vinilos en el Reino Unido que superaron losingresos por transmisión de audio del año.  En enero de 2017, el 'Informe oficial del mercado de música grabada del Reino Unido para 2016' de la BPI, utilizando datos de laOfficial Charts Company, señaló que "aunque sigue siendo un nicho en términos de su tamaño dentro del mercado general de música grabada, el vinilo disfrutó de otro año estelar, con más de 3,2 millones de LP vendidos, un 53% más que el año pasado". El BPI también informó que "el artista de vinilo más vendido fue David Bowie, con 5 álbumes que aparecieron póstumamente entre los 30 más vendidos, incluido su Blackstar preseleccionado para Mercury Prize, que fue la grabación de vinilo más popular de 2016 antes de Back To Black de Amy Winehouse, vendiendo más del doble del número de copias del vinilo más vendido en 2015: Adele's 25".
El programa radiofónico Front Row de BBC Radio 4 comentó el aumento de los lanzamientos de vinilos de colores en octubre de 2017 a raíz de la publicación en este formato de los álbumes de Beck, Liam Gallagher y St. Vincent.

### En Alemania
En Alemania ya se produjo un resurgimiento de los discos de vinilo en la década de 1990, junto con el auge de la escena rave y techno. A mediados de la década de 1990, la cultura rave se había convertido en un movimiento de masas en el país, con sesiones que tenían decenas de miles de asistentes, revistas juveniles con consejos de estilo y cadenas de televisión que lanzaban revistas de música house y techno. En este contexto, Der Spiegel en 1998 describía este "renacimiento" del formato LP, afirmando que "los LP están aquí de nuevo". El formato de CD se consideraba "poco atractivo", mientras que las grabaciones de discos de vinilo se podían sincronizar  entre sí más fácilmente y tenían más espacio en sus portadas. Los bolsos de discos eran un accesorio de moda común en ese momento.
Pero a principios de la década de 2000, el movimiento rave comenzó a declinar, y a finales de la década, la mayoría de las llamadas "tiendas de discos techno" y las cadenas de tiendas de discos que habían surgido en la década de 1990 habían vuelto a desaparecer.
Alrededor de 2007 comenzó otro renacimiento del vinilo, esta vez también relacionado con el coleccionismo de otros géneros como el pop, y cada vez más promovido por la industria de la música. En 2016 había 476 tiendas de discos en Alemania y se vendieron 3,1 millones de vinilos.

## Razones
Los discos de vinilo se perciben como más duraderos (a pesar de sus problemas de desgaste o suciedad), vienen en una funda significativamente más grande (lo que permite que se vean más detalles en la carátula del álbum) y pueden incluir elementos adicionales que no se encuentran en una copia en CD del mismo álbum (por ejemplo, un póster o una prenda de vestir, o notas adicionales exclusivas). Estos factores pueden hacer que un CD se considere menos deseable incluso si un LP es más caro.
Los CD son capaces de ofrecer una reproducción de sonido más precisa y están libres de ruido y artefactos sónicos de forma efectiva, pero muchos oyentes encuentran las imperfecciones de los discos (a menudo caracterizadas como "calidez") más subjetivamente agradables que el audio digital.
A pesar de que muchas ventas de discos corresponden a producciones de artistas o géneros modernos, los discos pueden considerarse parte del estilo retro, beneficiándose de un interés cultural general por la tecnología y los medios del pasado.

## Ventas
NOTA: Muchas de las cifras que figuran a continuación incluyen ventas de CD, no solo ventas de vinilo. Este cuadro debe revisarse para verificar su precisión.
| Países | 2007      | 2007    | 2008      | 2008      | 2009      | 2009      | 2010               | 2010               | 2011               | 2011               | 2012      | 2012      | 2013      | 2013      | 2014      | 2014      | 2015       | 2015       | 2016       | 2016       | 2017       | 2017       | 2018      | 2018      | 2019      | 2019      |
| --- | --------- | ------- | --------- | --------- | --------- | --------- | ------------------ | ------------------ | ------------------ | ------------------ | --------- | --------- | --------- | --------- | --------- | --------- | ---------- | ---------- | ---------- | ---------- | ---------- | ---------- | --------- | --------- | --------- | --------- |
| Ventas globales (Millones de $) (SP&LP) | 55 M$     | 55 M$   | 66 M$     | 66 M$     | 73 M$     | 73 M$     | 89 M$              | 89 M$              | 116 M$             | 116 M$             | 171 M$    | 171 M$    | –         | –         | –         | –         | 416 M$     | 416 M$     | –          | –          | –          | –          | –         | –         | –         | –         |
| (Número de unidades vendidas) |           |         |           |           |           |           |                    |                    |                    |                    |           |           |           |           |           |           |            |            |            |            |            |            |           |           |           |           |
| Australia (SP/LP) | 10,000    | 17,996  | 10,000    | 19,608    | 10,000    | 53,766    | 13,677             | 39,644             | 13,637             | 44,876             | 21,623    | 77,934    | 10,069    | 137,658   | 277,767   | 277,767   | 374,097    | 374,097    | 655,301    | 655,301    | 786,735    | 786,735    | –         | –         | –         | –         |
| Alemania (SP&LP) | 400,000   | 400,000 | 700.000   | 700.000   | 1.200.000 | 1.200.000 | 635.000 (solo LPs) | 635.000 (solo LPs) | 700.000 (solo LPs) | 700.000 (solo LPs) | 1,000,000 | 1,000,000 | 1.400.000 | 1.400.000 | 1.800.000 | 1.800.000 | 2.100.000  | 2.100.000  | 3.100.000  | 3.100.000  | –          | –          | –         | –         | –         | –         |
| Finlandia (SP&LP) | 10.301    | 10.301  | 13.688    | 13.688    | 15.747    | 15.747    | 27.515             | 27.515             | 54.970             | 54.970             | 47.811    | 47.811    | 72.480    | 72.480    | 82.313    | 82.313    | –          | –          | –          | –          | –          | –          | –         | –         | –         | –         |
| Hungría (LP) | 2.974     | 2.974   | 2.923     | 2.923     | 3.763     | 3.763     | 1.879              | 1.879              | 8.873              | 8.873              | 9.819     | 9.819     | 14.719    | 14.719    | 24.132    | 24.132    | –          | –          | –          | –          | –          | –          | –         | –         | –         | –         |
| Japón (SP&LP) | 324.000   | 324.000 | 212.000   | 212.000   | 102.000   | 102.000   | 105.000            | 105.000            | 210.000            | 210.000            | 453.000   | 453.000   | 268.000   | 268.000   | 401.000   | 401.000   | 662.000    | 662.000    | 799.000    | 799.000    | 1.063.000  | 1.063.000  | 1.116.000 | 1.116.000 | 1.219.000 | 1.219.000 |
| Países Bajos (LP) | –         | –       | –         | –         | 51.000    | 51.000    | 60.400             | 60.400             | 81.000             | 81.000             | 115,000   | 115,000   | –         | –         | 300,000±  | 300,000±  | 650,000+   | 650,000+   | 1,000,000+ | 1,000,000+ | –          | –          | –         | –         | –         | –         |
| España (LP) | –         | –       | 40,000    | 40,000    | 106,000   | 106,000   | 97,000             | 97,000             | 141,000            | 141,000            | 135,000   | 135,000   | –         | –         | –         | –         | –          | –          | –          | –          | –          | –          | –         | –         | –         | –         |
| Suecia (SP&LP) | 11.000    | 11.000  | 22.000    | 22.000    | 36.000    | 36.000    | 70.671             | 70.671             | 101.484            | 101.484            | 168.543   | 168.543   | 200.008   | 200.008   | –         | –         | –          | –          | –          | –          | –          | –          | –         | –         | –         | –         |
| Reino Unido (SP/LP) | 1.843.000 | 205.000 | 740.000   | 209.000   | 332.000   | 219.000   | 219.000            | 234.000            | 186.000            | 337.000            | –         | 389.000   | –         | 780.000   | –         | –         | –          | –          | –          | -          | -          | 3.200.000  | –         | 4.200.000 | -         | -         |
| Estados Unidos (LP) | 988.000   | 988.000 | 1.880.000 | 1.880.000 | 2.500.000 | 2.500.000 | 2.800.000          | 2.800.000          | 3.800.000          | 3.800.000          | 4.600.000 | 4.600.000 | 6.100.000 | 6.100.000 | 9.200.000 | 9.200.000 | 11.900.000 | 11.900.000 | 13.000.000 | 13.000.000 | 14.320.000 | 14.320.000 |           |           |           |           |
| - Se calculan las cifras individuales de Australia para 2007, 2008 y 2009. - En realidad, las cifras alemanas se consideran "mucho más altas" debido a que las tiendas más pequeñas y las comunidades en línea en Alemania no utilizan cajas registradoras con escáner. Una empresa alemana de impresión de discos declaró que solo ellos producen 2 millones de LP cada año. - En realidad, las cifras estadounidenses se consideran mucho más altas, con un propietario de una tienda de discos, en un artículo de New York Times, estimando que Nielsen SoundScan solo rastrea "alrededor del 15 por ciento" de las ventas totales debido a los códigos de barras, concluyendo que las ventas ahora podrían ser tan altas como 20 millones. - En Nueva Zelanda, las tiendas de discos independientes en Auckland reportaron un aumento de cinco veces de las ventas de vinilos de 2007 a 2011. - En Francia, el SNEP publicó que las ventas de LP fueron de 200.000 en 2008, sin embargo, sellos discográficos independientes afirmaban que las ventas totales fueron probablemente de 1 millón. - En Estados Unidos, el 67% de todas las ventas de álbumes de vinilo en 2012 se vendieron en tiendas de música independientes. - Los ingresos del vinilo estuvieron en el punto más bajo de su historia en 2006, con un valor comercial total de 36 millones de dólares. La cifra de 2011 de 116 millones de dólares es mayor que la cifra de 2000 de 109 millones, pero aún es menor que las cifras de 1997, 1998 y 1999, todas entre 150 y 170 millones. |           |         |           |           |           |           |                    |                    |                    |                    |           |           |           |           |           |           |            |            |            |            |            |            |           |           |           |           |

### LPs anuales más vendidos en los EE. UU.
| Año  | Álbum                                       | Artista         | Ventas  |
| ---- | ------------------------------------------- | --------------- | ------- |
| 2008 | In Rainbows                                 | Radiohead       | 25.800  |
| 2009 | Abbey Road                                  | The Beatles     | 34.800  |
| 2010 | Abbey Road                                  | The Beatles     | 35.000  |
| 2011 | Abbey Road                                  | The Beatles     | 41.000  |
| 2012 | Blunderbuss                                 | Jack White      | 34.000  |
| 2013 | Random Access Memories                      | Daft Punk       | 49.000  |
| 2014 | Lazaretto                                   | Jack White      | 87.000  |
| 2015 | 25                                          | Adele           | 116.000 |
| 2016 | Blackstar                                   | David Bowie     | 54.000  |
| 2017 | Sgt. Pepper's Lonely Hearts Club Band       | The Beatles     | 72.000  |
| 2018 | Guardians of the Galaxy: Awesome Mix Vol. 1 | Various Artists | 84.000  |
| 2019 | Abbey Road                                  | The Beatles     | 246.000 |
| 2020 | Fine Line                                   | Harry Styles    | 232.000 |

## Vinilo en los medios de comunicación

### Películas
| Título                                                                               | Año  | País           | Compañía                                    |
| ------------------------------------------------------------------------------------ | ---- | -------------- | ------------------------------------------- |
| I Need That Record! The Death (Or Possible Survival) Of The Independent Record Store | 2008 | Estados Unidos | Unsatisfied Films                           |
| Last Shop Standing                                                                   | 2012 | Reino Unido    | Blue Hippo Media                            |
| Sound It Out                                                                         | 2012 | Reino Unido    | Dogwoof                                     |
| Vinylmania: When Life Runs At 33 Revolutions Per Minute                              | 2012 | Italia         | Pongofilms                                  |
| Vinyl Record strikes back                                                            | 2013 | México         | CCFilms                                     |
| Black Canyon – Faszination Vinyl                                                     | 2014 | Alemania       | Jürgen Backhaus/Galileo Music Communication |

### Televisión
| Título                | Año  | País        | Compañía |
| --------------------- | ---- | ----------- | -------- |
| The Joy Of The Single | 2012 | Reino Unido | BBC      |

### Radio
| Título             | Año  | País        | Compañía |
| ------------------ | ---- | ----------- | -------- |
| The 12 Inch Single | 2012 | Reino Unido | BBC      |
| 78 Revolutions     | 2011 | Reino Unido | BBC      |

El día de Año Nuevo de 2012, la estación de radio británica BBC Radio 6 Music, emitió música únicamente en formato de vinilo, con registros provenientes de las colecciones de locutores y DJs.

## Record Store Day

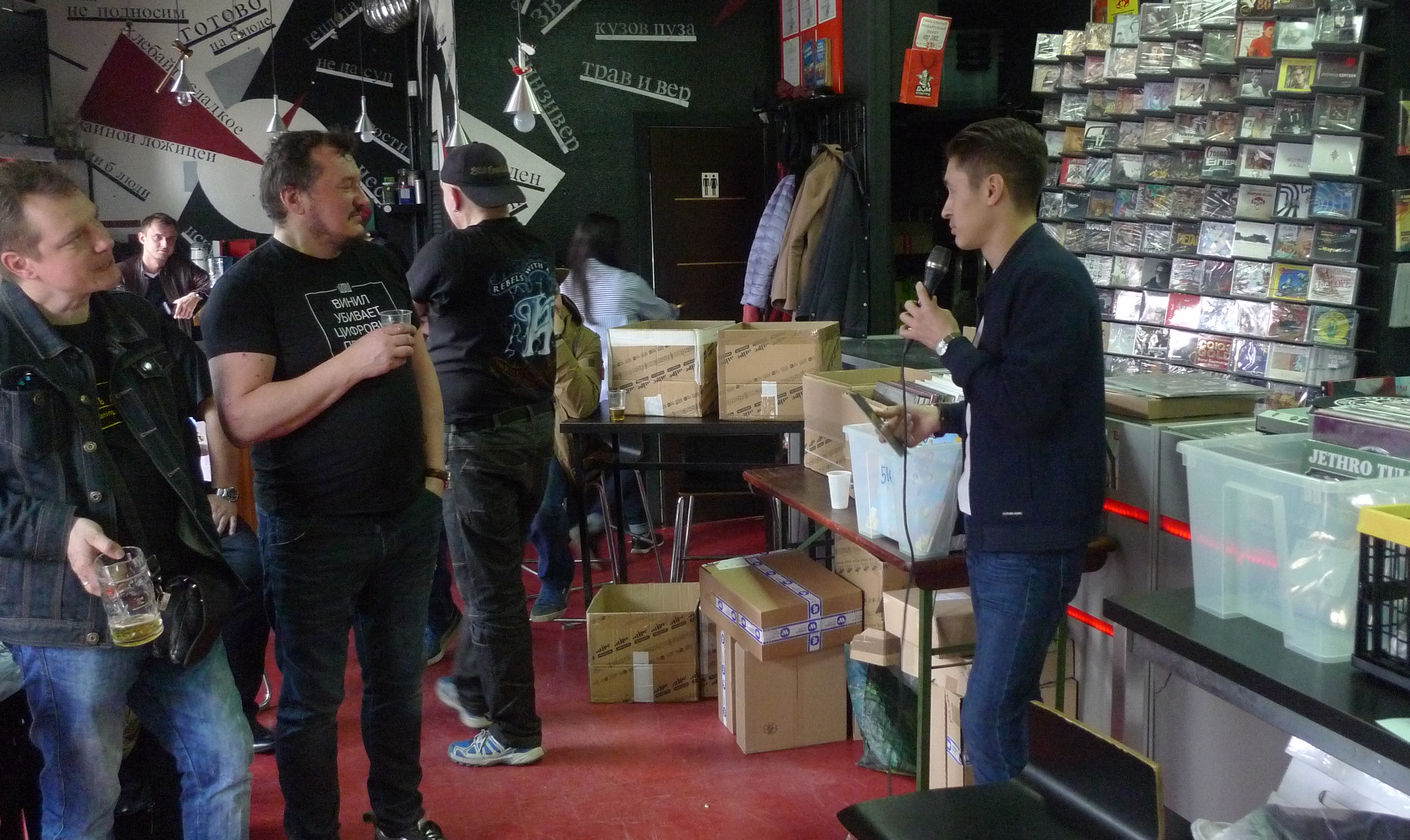
Record Store Day 2018 en Dom Kultury (Polonia)

La mayoría de los clientes prefieren comprar vinilos en tiendas de discos pequeñas e independientes con una selección más amplia que en los grandes almacenes. El Record Store Day es un día celebrado internacionalmente que se celebra el tercer sábado de abril de cada año. Su propósito, tal como lo concibió el empleado de una tienda de discos independiente, Chris Brown, es celebrar el arte de la música. El día reúne a aficionados, artistas y miles de tiendas de discos independientes en todo el mundo.
El Record Store Day fue fundado oficialmente en 2007 y se celebra a nivel mundial con cientos de artistas del mundo del disco de vinilo que participan en el día realizando apariciones especiales, actuaciones, encuentros y saludos con sus fans, la celebración de exhibiciones de arte y la emisión de lanzamientos especiales de vinilo y CD junto con otros productos promocionales para conmemorar la ocasión.
En 2013, durante la semana del Record Store Day en el Reino Unido, se vendieron 68.936 discos (un aumento del 86,5% desde las 36.957 unidades vendidas en 2012). Esto se puede dividir en 1249 álbumes de 7", 25.100 álbumes de 12", 27.042 sencillos de 7" y 15.545 sencillos de 12". Desde el 29 de diciembre de 2017 al 28 de junio de 2018 hubo un aumento del 19,2% en las ventas de vinilos en comparación con el mismo período del año anterior. Las ventas de vinilos representan más del 18% de las ventas de discos físicos en los Estados Unidos, un aumento del 7% con respecto a años anteriores.

## Listas

### Lista Oficial de las Tiendas de Discos del Reino Unido
La Lista Oficial de las Tiendas de Discos es una lista de éxitos musicales semanal basada en las ventas físicas de álbumes en casi 100 tiendas de discos independientes en el Reino Unido. Lo compila la Official Charts Company (OCC), y el número uno de cada semana se actualiza todos los domingos por la noche en el sitio web oficial de la OCC.
La publicación de la lista fue anunciada por primera vez por la OCC el 17 de abril de 2012. En aquel entonces, las tiendas de discos británicas vendían 4,5 millones de álbumes al año, y contribuían al 95 por ciento de las ventas totales de vinilo del país.